# 雪邦国际赛道
雪邦国际赛道是位于马来西亚雪兰莪州雪邦的一座动力运动赛车场，十分临近同样位于雪邦的吉隆坡国际机场。雪邦国际赛道承办的主要赛事包括从1999至2017年举办的一级方程式赛车马来西亚大奖赛、世界摩托车锦标赛马来西亚大奖赛等、马来西亚默迪卡耐力赛等。雪邦赛道以其漂亮的赛车道、维修站、媒体中心和主看台而著名。

## 历史
赛道是由著名的德国设计师赫尔曼·蒂尔克设计，他后来还设计了上海国际赛车场、巴林国际赛道、伊斯坦布尔赛道、华伦西亚赛道、滨海湾市街赛道、亚斯码头赛道、韩国国际赛道、佛陀国际赛道、美洲赛道等。
这个赛道由马来西亚第四任首相马哈迪·莫哈末于1999年3月7日20:30（东八区）正式宣布启用，并在同年4月20日和10月17日为世界摩托车锦标赛和一级方程式赛车马来西亚大奖赛开幕。
2016年10月10日，马来西亚前首相马哈迪·莫哈末的儿子莫扎尼·马哈迪辞去担任了13年的雪邦国际赛车场主席一职。

## 设计

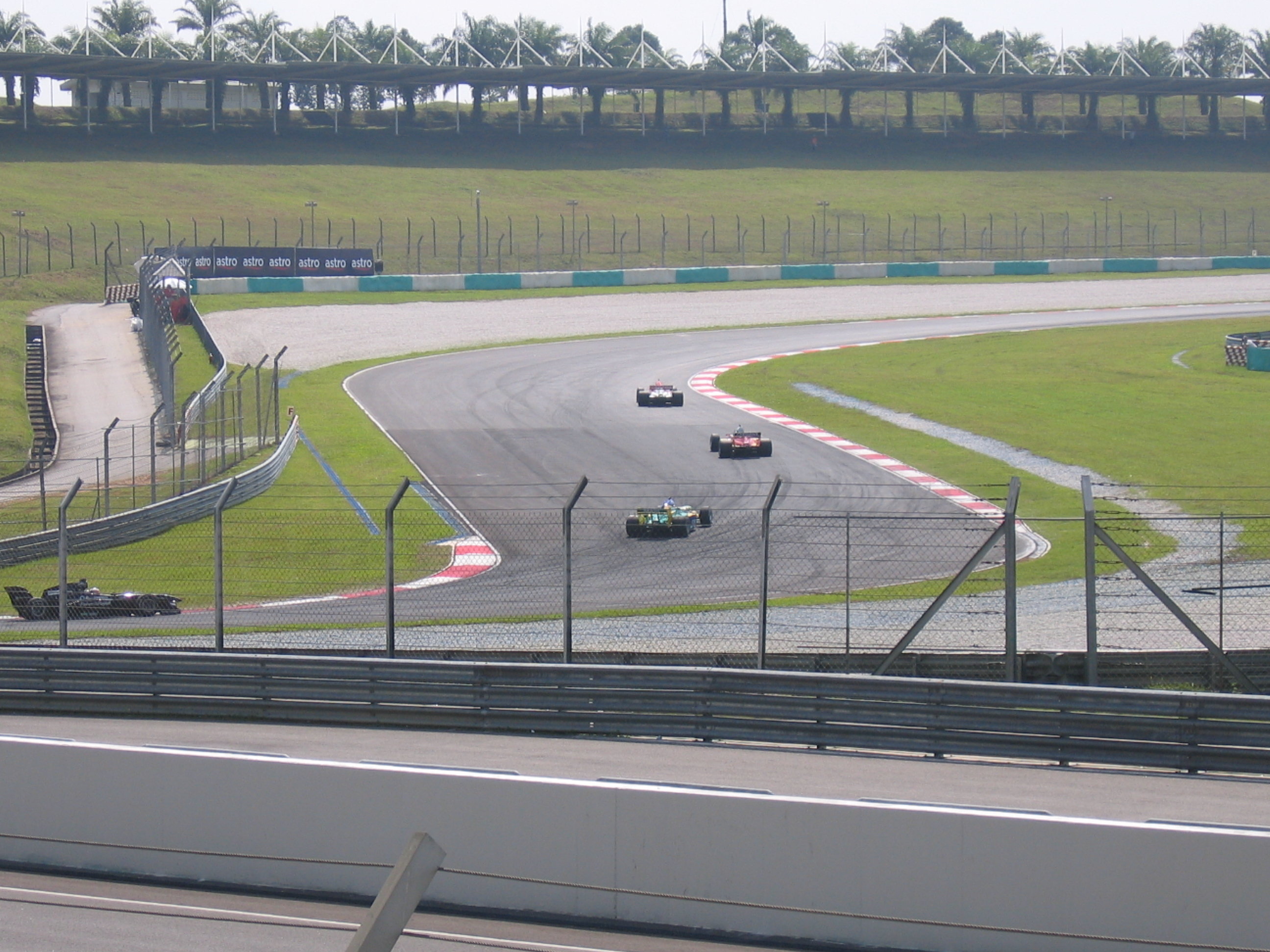
赛道一景。

主赛道通常以顺时针方向进行比赛，全长约为5.543公里，以大弯道和宽直道著名。它的赛道布局也很不寻常，有一个非常长的非常紧的927米长的发卡弯。
此外，雪邦赛道还可以以另外的方式举行比赛。主赛道的北半部能独立使用，顺时针方向，全长2.71公里。它的南半部同样能单独举行比赛，顺时针方向，全长2.61公里。雪邦赛道也设有卡丁车和摩托车越野设施。

## 评价
马来西亚前首相马哈迪·莫哈末之子莫扎尼·马哈迪：“能够成为雪邦国际赛车场的一份子，是一份荣誉。我看到它从业馀赛发展成世界级的赛车盛事。”